# Inga melinonis
Inga melinonis är en ärtväxtart som beskrevs av Paul Antoine Sagot. Inga melinonis ingår i släktet Inga och familjen ärtväxter. Inga underarter finns listade i Catalogue of Life.